# Hysen Pulaku
Hysen Pulaku (* 8. Dezember 1992 in Elbasan) ist ein albanischer Gewichtheber. Er tritt in der Gewichtsklasse bis 77 Kilogramm an.

## Werdegang
Pulaku wurde 2009 Junioren-Europameister, bei der Junioren-Europameisterschaft 2011 errang er den zweiten Platz. Nach seinem Wechsel in den Seniorenbereich wurde er bei der Weltmeisterschaft 2011 in Paris Siebter und im April 2012 bei der Europameisterschaft in Antalya Fünfter.
Mit diesen Leistungen qualifizierte er sich für die Olympischen Spiele 2012 in London. Am ersten Wettkampftag wurde in seiner Urinprobe aus einer Trainingskontrolle am 23. Juli 2012 das anabole Steroid Stanozolol nachgewiesen und Pulaku mit sofortiger Wirkung von den Spielen ausgeschlossen. Er wurde für zwei Jahre gesperrt. Bei den Weltmeisterschaften 2014 war er wieder positiv auf Stanozolol und er wurde für acht Jahre gesperrt.